# 12309 Томміграв
12309 Томміграв (12309 Tommygrav) — астероїд головного поясу, відкритий 25 лютого 1992 року.
Тіссеранів параметр щодо Юпітера — 3,359.